# Pestalozziella artocarpi
Pestalozziella artocarpi är en svampart som beskrevs av Nag Raj & W.B. Kendr. 1972. Pestalozziella artocarpi ingår i släktet Pestalozziella, divisionen sporsäcksvampar och riket svampar.   Inga underarter finns listade i Catalogue of Life.